# Абаева, Никара Бакировна
Никара Бакировна Абаева (род. 30 августа 1936 года, Семипалатинск, Казакская АССР, РСФСР, СССР) — советский и казахстанский общественно-политический деятель, кандидат педагогических наук.

## Биография
Родилась 30 августа 1936 года в Семипалатинске. Окончила Семипалатинский педагогический институт. После окончания вуза работала учителем, затем перешла на комсомольскую работу — инструктором, заведующей отделом, секретарём Семипалатинского обкома ЛКСМ Казахстана, секретарём ЦК ЛКСМ Казахстана по школьной и студенческой молодёжи.
В 1971—1975 годы — заместитель председателя Семипалатинского облисполкома. В 1975—1984 годы — секретарь Президиума Верховного Совета Казахской ССР, заместитель министра просвещения Казахской ССР. В 1984—1991 годы — директор Научно-исследовательского института педагогических наук имени Ыбырая Алтынсарина.
Делегат XIII съезда КП Казахстана.
С 1991 года находится на пенсии. В независимом Казахстане была экспертом Алматинского городского маслихата, председателем Республиканского комитета женских организаций, председателем Республиканского комитета солидарности со странами Азии и Африки.

## Награды
- четыре ордена «Знак Почёта»
- медали

## Семья
Муж — Аширбаев Болат Газизович. Дочь — Сауле (1964 г.р.), по состоянию на 2002 год была начальником отделения Национального банка Республики Казахстан.
Сын - Тимур (1971 г.р.).